# Maglenča
Maglenča is een plaats in de gemeente Veliko Trojstvo in de Kroatische provincie Bjelovar-Bilogora. De plaats telt 362 inwoners (2001).